# Ungarische U20-Eishockeynationalmannschaft
Die ungarische U20-Eishockeynationalmannschaft vertritt den Eishockeyverband Ungarns im Eishockey in der U20-Junioren-Leistungsstufe bei internationalen Wettbewerben. In der Saison 2008/09 nahm die U20-Nationalmannschaft Ungarns zur besseren Vorbereitung auf die internationalen Turniere am Spielbetrieb der ungarischen Eishockeyliga teil.

## Geschichte
Die ungarische U20-Nationalmannschaft nahm zur Junioren-Weltmeisterschaft 1980 den Spielbetrieb auf. Im ersten Spiel unterlag man Österreich mit 3:19, was bis heute die höchste Niederlage der Mannschaft in der Zeit ihres Bestehens ist. Nachdem die Mannschaft zunächst unregelmäßig an den Junioren-Weltmeisterschaften teilnahm, verpasste sie seit 1990 kein Turnier mehr. Seither wechselt die Fahrstuhlmannschaft regelmäßig zwischen der Division I und II.

### Teilnahme an der Ungarischen Eishockeyliga
In der Saison 2008/09 nahm die ungarische U20-Nationalmannschaft als Gastmannschaft am Spielbetrieb der ungarischen Eishockeyliga teil. Gegen jede der sechs Mannschaften der Liga bestritt die Mannschaft je zwei Spiele. Von den zwölf Partien konnte die U20-Nationalmannschaft nur eine einzige gewinnen und erreichte am Ende vier Punkte, welche jedoch nicht in die offizielle Wertung eingingen.

## Platzierungen

### Weltmeisterschaft
- 1980: B-WM – 8. Platz
- 1981: keine Teilnahme
- 1982: keine Teilnahme
- 1983: C-WM – 3. Platz
- 1984: C-WM – 3. Platz
- 1985: C-WM – 2. Platz
- 1986: C-WM – 5. Platz
- 1987: keine Teilnahme
- 1988: C-WM – 6. Platz
- 1989: keine Teilnahme
- 1990: C-WM – 7. Platz
- 1991: C-WM – 7. Platz
- 1992: C-WM – 5. Platz
- 1993: C-WM – 3. Platz
- 1994: C-WM – 5. Platz
- 1995: C1-WM – 2. Platz
- 1996: B-WM – 4. Platz
- 1997: B-WM – 7. Platz
- 1998: B-WM – 5. Platz
- 1999: B-WM – 8. Platz
- 2000: C-WM – 4. Platz
- 2001: Div. II – 7. Platz
- 2002: Div. II – 6. Platz
- 2003: Div. II – 1. Platz, Gruppe B
- 2004: Div. I – 6. Platz, Gruppe A
- 2005: Div. II – 1. Platz, Gruppe B
- 2006: Div. I – 6. Platz, Gruppe B
- 2007: Div. II – 1. Platz, Gruppe A
- 2008: Div. I – 4. Platz, Gruppe B
- 2009: Div. I – 6. Platz, Gruppe B
- 2010: Div. II – 2. Platz, Gruppe A
- 2011: Div. II – 2. Platz, Gruppe B
- 2012: Div. IIA – 3. Platz
- 2013: Div. IIA – 2. Platz
- 2014: Div. IIA – 1. Platz
- 2015: Div. IB – 6. Platz
- 2016: Div. IIA – 1. Platz
- 2017: Div. IB – 1. Platz
- 2018: Div. IA – 6. Platz
- 2019: Div. IB – 3. Platz
- 2020: Div. IB – 1. Platz
- 2021: keine Austragung
- 2022: Div. IA, 6. Platz
- 2023: Div. IA, 4. Platz
- 2024: Div. IA, 5. Platz

### Ungarische Eishockeyliga
- 2008/09: 7. Platz – 12 Spiele, 4 Punkte, 32:90 Tore